# Piros (település)
Piros (szerbül Руменка / Rumenka, németül Piross) falu Szerbiában, a Vajdaságban, a Dél-bácskai körzetben, Újvidék községben.

## Fekvése
Újvidék északnyugati szomszédjában, a város és Petrőc közt fekszik.

## Története
Piros Árpád-kori település. Nevét 1237-ben említette először oklevél Pyros néven.
A bodrogi vár Bács megye területére eső faluja volt. 1237-ben IV. Béla király a falut a bélakúti apátságnak adta, mivel a bodrogi vártól távol esett. Ekkor leírták szolgáltatásaikat is, mely szerint minden háznép évenként 8 akó tiszta gabonát (minden akó 5 szerémi köblöt tartalmaz), 1 tyúkot, 1 tálat és 2 dénárt volt köteles fizetni, melyeket tartoztak az apátság házába vinni, de a Dunán nem kell átkelniük.
1267-ben még az apátság birtokaként említették. Ekkor Harsány és Kér szomszédja volt.
1910-ben 2208 lakosából 960 magyar, 52 szlovák, 1136 szerb volt. Ebből 893 református, 93 evangélikus, 1155 görögkeleti ortodox volt.
1918-ig a Magyar Királysághoz, Bács-Bodrog vármegye Újvidéki járásához tartozott. Ettől az évtől kezdve a Szerb–Horvát–Szlovén Királyság majd 1929-től Jugoszlávia része lett. 1941-1944- között ismét Magyarországhoz tartozott. 2003-tól 2006. májusáig Szerbia és Montenegró, azóta pedig Szerbia része. Mezőgazdasági jellegű település.
Határa 1909-ben 5166 kataszteri hold volt. Legnagyobb birtokosa a gr. Chotek család volt, akinek az uradalma 632 kh.-t tett ki. A településen 1948-1952. között termelőszövetkezet tevékenykedett. 1952-ben kendergyár épült, és bővítették a gőzmalmot. A 20. század elején alapították hitelszövetkezetét.
Az első világháború végéig református elemi iskola működött a faluban. 1980-ig a felső tagozatban magyarul is tanítottak, de azóta csak az alsó tagozatban. A második világháború idején a Délvidéki Magyar Közművelési Szövetségnek fiókintézménye volt a településen.

## Népesség

### Demográfiai változások
| 1948 | 1953 | 1961 | 1971 | 1981 | 1991 | 2002 |
| ---- | ---- | ---- | ---- | ---- | ---- | ---- |
| 1951 | 2028 | 2546 | 2906 | 3629 | 4361 | 5729 |

## Látnivalók
- Ortodox temploma - 1704-ben épült
- Református temploma - 1844-ben épült

## Képtár

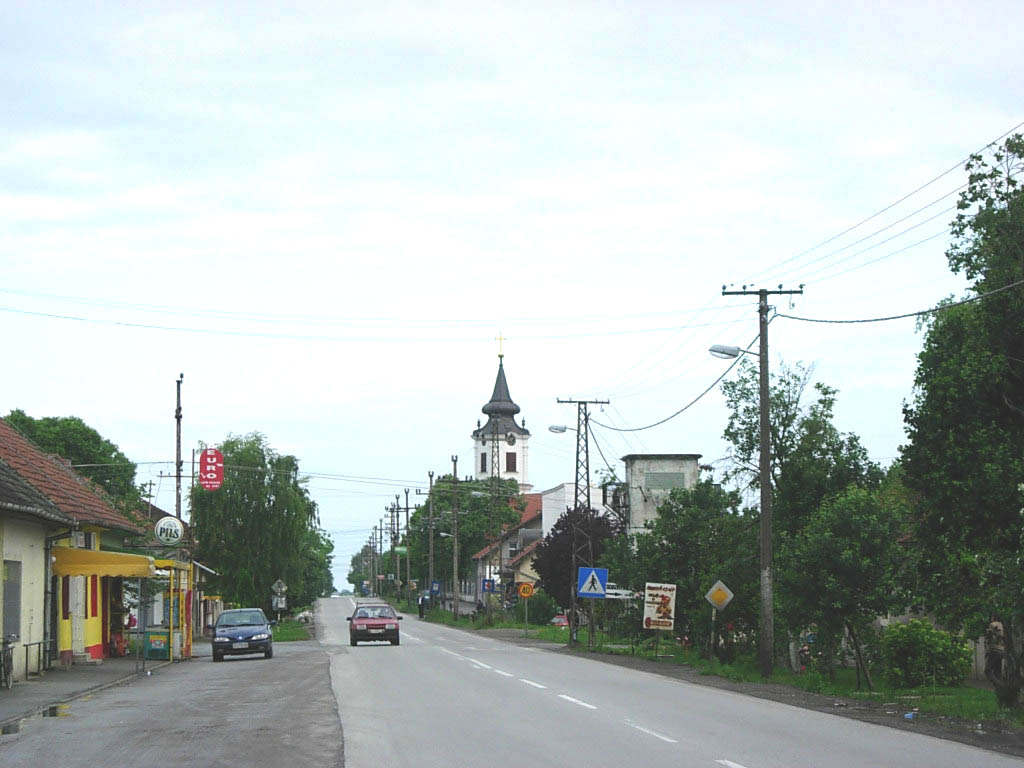
A főutca az ortodox templommal
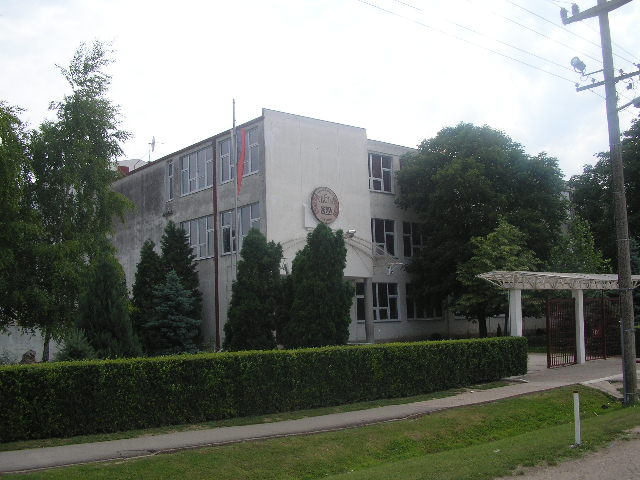
Az általános iskola